# مجاهدین کردستان
مجاهدین کردستان اسلام گرایان کردی بودند که در طول دهه ۱۹۸۰ تا ۲۰۰۰ علیه دولت عراق و حکومت صدام حسین جنگیدند.

## تشکیل
در طول جنگ ایران و عراق، شیخ عثمان عبدالعزیز، رهبر جنبش انقلاب اسلامی، خواستار تأسیس یک کشور مستقل کوردی_اسلامی بود. پس به همین خاطر اعلام جنگ مقدسی را بر علیه حکومت بعثی عراق کرد.
پس سازمان‌های اسلام‌گرای کورد و حتی پیشمرگه‌هایی سایر احزاب کوردی که دارای گرایش‌های اسلام‌گرا بودند، به نوعی جبهه جدید و متحدی را در مقابل حکومت بعث عراق تشکیل دادند. اسلام‌گرایان کورد در کوه‌های کوردستان اردوگاه‌های آموزشی راه‌اندازی کردند، و شروع جذب داوطلبان کردند و رسماً شروع به مبارزه علیه حکومت عراق کردند.
کمی قبل از کشتار حلبچه، صدام حسین طی چندین درگیری موفق شد آنان را از حلبچه عقب براند و به ایران متواری کند، جایی که از حمایت قوی برخوردار بودند. در این هنگام فعالتهای چریکی مجاهدان کورد در حلبچه که بعداً به سنگر اصلی آنها تبدیل شد، شروع شد. حلبچه و منطقهٔ هورامان به دلیل جو مذهبی و نزدیکی به ایران کم‌کم به مرکز اسلامگرایان کورد بدل گشت.

## فعالیت‌ها
فعالیت مجاهدین از سال ۱۹۸۰ در جریان جنگ ایران و عراق شروع شد، اما در پایان جنگ در سال ۱۹۸۸، عمدتاً عملیات خود را متوقف کردند، اما در گیریها همچنان در سطوح پایین علیه حکومت بعثی عراق ادامه داشت. در قیام سراسری سال ۱۹۹۱ عراق در جریان جنگ خلیج فارس، مجاهدین به شدت فعالیت‌های خود را افزایش دادند و در اواخر جنگ، دوباره از شدت فعالیت خود کاستند. تعداد شبهه نظامیان اسلام‌گرای کورد در اوج فعالیتشان حدود ۱۰۰۰۰ مجاهد تخمین زده می‌شدند.
کوردهای اسلامگرا و کوردهای سکولار پس از اعلام وجود اسلامگرایان کورد در کوردستان عراق به رقبای هم تبدیل شدند، و چندین بار با هم درگیر شدند. انصار الاسلام باکمک مبارزان KJG و IMK امارت اسلامی بیاره را تأسیس کرد. امارت اسلامی بیاره پس از عمر کوتاه ۲ ساله خود شکست خورد و اکثر جهادگرانش به ایران گریختند. پس از سقوط صدام حسین اتحاد میان مجاهدین فروپاشید و به گروه‌های کوچکتر تبدیل گشتند. که هنوز هم فعال می‌باشند.

## گروه‌ها
نهضت اسلامی کردستان؛ به رهبری عثمان عبدالعزیز
گروه اسلامی کردستان؛ به رهبری علی باپیر
حزب‌الله انقلابی کرد؛ به رهبری ادهم برزانی
حزب‌الله کردی ایران؛ به رهبری محمد خالد برزانی
اصلاح (کوتاه عمر)؛ به رهبری ملا کریکار
مجاهدین مستقل؛ بدون رهبری متمرکز
سربازان پیشمرگه با گرایشات اسلام‌گرا؛ بدون رهبری متمرکز
انصارالاسلام؛ به رهبری ملا کریکار و بعداً ابوعبدالله شافعی